# Cercozoa
Embranchement
Taxons de rang inférieur
- Filosa
- Endomyxa

Position phylogénétique
- Eukaryota
  - clade « SAR »
    - Stramenopiles
    - Rhizaria
      - Cercozoa
        - Filosa
        - Endomyxaa

      - Retaria
        - Foraminifera
        - Radiolaria

    - Alveolata

Groupe frère :  Retaria 
Les Cercozoa sont un groupe de rhizaires comprenant la plupart des amiboïdes ou flagellés qui se nourrissent par des pseudopodes fileux (filopode). 

## Description

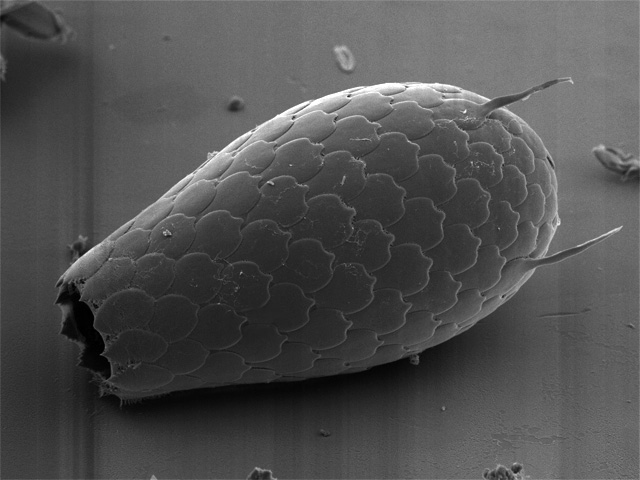
Enveloppe rigide d'une Euglypha sp.

La plupart sont hétérotrophes mais ne disposent pas de vrai cytostome (bouche). Ils vivent dans les sols — où ils sont les plus nombreux des Eukaryotes — en mer ou en eau douce. Certains sont devenus photosynthétiques en assimilant une algue verte.
Leur plan de construction ancestral correspond à un prédateur amoeboflagellé phagotrophique avec un flagelle antérieur et un flagelle postérieur. Mais ils se sont diversifiés en un grand nombre de lignées de formes diverses. Les uns ont perdu leur flagelles pour prendre une forme d'amiboïde avec des pseudopodes en forme de fils (filose) ou de réseaux (réticulose) pour se nourrir ou se mouvoir. Certains d'entre eux sont protégés d'une pellicule rigide. D'autres ont développé des axopodes supportés par des microtubules. D'autres enfin sont des flagellés avec ou sans pseudopodes, généralement avec une paroi souple sauf pour les thaumatomonades qui sont recouverts d'écailles siliceuses.

## Classification

### Liste des classes et des ordres
Selon AlgaeBase (28 mars 2022) :
- Chlorarachniophyceae D.J.Hibberd & R.E.Norris
  - Chlorarachniales	D.J.Hibberd & R.E.Norris
  - Minorisales	Cavalier-Smith
- Filosa Cavalier-Smith
  - Aconchulinida
- Granofilosea Cavalier-Smith & Bass
  - Cryptofilida Cavalier-Smith & D.Bass
  - Leucodictyida Cavalier-Smith
- Imbricatea Cavalier-Smith
  - Marimonadida	Cavalier-Smith & D.Bass	0
  - Spongomonadida	Hibberd	8
  - Thaumatomonadida	Shirkina
- Sarcomonadea
  - Cercomonadida	Poche
- Thecofilosea Cavalier-Smith
  - Cryomonadida	Cavalier-Smith
  - Ebriida Deflandre
  - Tectofilosida Cavalier-Smith

### Arborescence
sous-embranchement Filosa
- super-classe Reticulofilosa
  - classe Chlorarachnionidea Hibberd & Norris 1984
    - ordre Chlorarachnionida Hibberd & Norris 1984

  - classe Spongomonididea
    - ordre Spongomonidida Hibberd 1984
    - ordre Proteomyxida
    - ordre Pseudosporida Cavalier-Smith 1993
    - ordre Leucodictyonida Cavalier-Smith 1993
    - ordre Heliomonadida Cavalier-Smith 1993
    - ordre Gymnophryida Mikryukov & Mylnikov 1998
    - ordre Athalamida
- super-classe Monadofilosa
  - classe indéterminée
    - ordre Metromonadida Bass & Cavalier-Smith 2004

  - classe Sarcomonadea
    - ordre Metopiida
    - ordre Cercomonadida Poche 1913

  - classe Thecofilosea
    - ordre Tectofilosida
    - ordre Cryothecomonadida Cavalier-Smith 1993

  - classe Imbricatea
    - ordre Thaumatomonadida Shirkina 1987
    - ordre Euglyphida
    - ordre Pseudopirsoniida

sous-embranchement Endomyxa
- - classe Phytomyxea
    - ordre Plasmodiophorida
    - ordre Phagomyxida Cavalier-Smith 1993
    - ordre Phytomyxida Lankaster 1885

  - classe Ascetosporea
    - ordre Paramyxida Chatton 1911
    - ordre Occlusosporida Sprague 1979
    - ordre Claustrosporida
    - ordre Haplosporida

  - classe Gromiidea
    - ordre Gromiida